# جيمس دبليو. بلانشارد
جيمس دبليو. بلانشارد (بالإنجليزية: James W. Blanchard)‏ هو رجل غواصة وضابط أمريكي، ولد في 25 ديسمبر 1903 في فيسون في الولايات المتحدة، وتوفي في 5 مارس 1987 في أنابولس في الولايات المتحدة.